# Batalla de Gumbinnen
La batalla de Gumbinnen fou la primera gran operació a Prússia Oriental en el Front de l'Est a Primera Guerra Mundial, després dels moviments i enfrontaments menors inicials. Enfrontà el I exèrcit rus sota el comandament de Paul von Rennenkampf i el VIII exèrcit alemany, sota les ordres de Maximilian von Prittwitz.

## Prolegòmens
Animat per l'èxit del general Hermann von François, l'impacient comandant del 1r cos del VIII exèrcit alemany en la batalla de Stallupönen, en la qual havia fet 3.000 presoners a l'exèrcit rus abans de retirar-se a Gumbinnen, 15 km més cap a l'oest, Maximilian von Prittwitz, sota la pressió del propi von François va decidir planificar un atac contra el I exèrcit rus a les posicions al voltant de Gumbinnen.
Conscient que el II exèrcit rus, a les ordres del general Aleksandr Samsónov, avançava cap al nord des de Polònia per enllaçar amb Rennenkampf, Prittwitz va decidir atacar les tropes del I exèrcit, que avançava cap a l'est en un front d'avenç de 55 km d'amplitud, a la primera oportunitat que es presentés. Els alemanys disposaven de 150.000 homes davant una força russa de 200.000. Després d'haver assignat un cos d'exèrcit per cobrir la rereguarda davant de l'avenç de les tropes de Samsónov, Prittwitz va formar tres cossos reforçats amb una divisió suplementària de cavalleria, en una línia al sud de Gumbinnen, aproximadament 40 km a l'interior de la frontera de la Prússia Oriental.

## Desenvolupament
L'ofensiva la desencadenà l'impacient i agressiu general von François, situat a la zona nord, cap a les 4.00 del matí, abans que els altres dos cossos haguessin completat els preparatius i el desplegament. El general August von Mackensen en el centre i el general Otto von Below al sud no van assolir la seva plena capacitat de combat fins a quatre i vuit hores després que von François llancés el seu atac amb el 1r cos. La divisió addicional despatxada per Prittwitz va arribar massa tard com per tenir alguna participació en la batalla.
Encara que el I exèrcit rus de Paul von Rennenkampf defensà acarnissadament les seves posicions, el seu flanc dret s'enfonsà cap a migdia, després d'haver esgotat les municions, i fou perseguit per von François durant 8 km. Aquesta ruptura seguida de penetració va esperonar a Mackensen per llançar el seu propi atac quan el seu cos va estar llest, cap a les 8.00 i posteriorment von Below inicià el seu atac cap a les 12.00. No obstant això, les restes del I exèrcit rus, alertades per l'atac precedent de François, van desplegar eficaçment la seva artilleria pesant al front i provocaren nombroses baixes entre les tropes de Mackensen i Below, tan fortes que es veieren obligades a retirar-se en desordre uns 24 km. François, conscient que el front alemany s'enfonsava en el centre i el sud, es va veure igualment obligat a ordenar la retirada per no quedar aïllat. En el desordre subsegüent, els russos van fer 6.000 presoners alemanys.
Enmig d'un atac de pànic causat per l'eficàcia del contraatac rus, i tement que el II exèrcit de Samsónov s'unís al I exèrcit de Rennenkampf per envoltar el VIII exèrcit alemany, malgrat la falta aparent d'interès de Rennenkampf per perseguir els alemanys, Prittwitz va ordenar la retirada general cap al riu Vístula cedint de la totalitat de Prússia Oriental a l'exèrcit rus. Tret de l'habitual agressivitat de von François, l'atac alemany no es realitzà amb cap tàctica especialment nova, es desenvolupà sense un bombardeig previ adequat i les tropes atacaren directament en línia, amb una tàctica no gaire diferent de l'estil del segle xix.

## Conseqüències
Helmuth von Moltke, el cap de l'Estat Major alemany, enfurismat per aquesta decisió de retirada de Prússia Oriental, va cridar Prittwitz i el seu segon, Georg von Waldersee, a Berlín per destituir-los dels seus càrrecs. Fent tornar del seu retir a l'impertubable general Paul von Hindenburg, Moltke el va nomenar per a assumir el comandament del VIII exèrcit, i li assignà com a cap d'estat Major Erich Ludendorff, que acabava de destacar al front occidental amb la presa de la ciutat belga de Lieja.
La retirada cap al Vístula no havia estat completada quan Hindenburg va arribar a la zona el 23 d'agost per prendre possessió del seu càrrec. Després de consultes amb Ludendorff i amb el coronel Hoffman, segon cap d'operacions, Hindenburg va aconseguir aturar la retirada i va decidir reunir les seves tropes per llançar una ofensiva contra el II Exèrcit rus de Samsónov que pujava des del sud. Aquest atac conduirà a la que potser fou la major victòria alemanya a la primera fase de la guerra, la batalla de Tannenberg.